# ヤプラク・エルケック
ヤプラク・エルケック（Yaprak Erkek, 2001年9月2日 - ）は、トルコの女子バレーボール選手。トルコ代表。

## 来歴

### クラブチーム
アンカラ出身。2017年、İlbankへ入団。同チームで4年間プレーした。2021年7月、ポーランドのIŁ Capital Legionovia Legionowoへ移籍することが発表され、2021/22シーズンのタウロンリーガで5位、ポーランドカップで準優勝した。2022年7、エジザージュバシュと契約し、2022/23シーズンのトルコリーグで準優勝、欧州チャンピオンズリーグで準優勝した。2023/24シーズンは世界クラブ選手権で金メダルを獲得し、トルコリーグでは準優勝した。2024年6月にはエジザージュバシュと契約を更新し、2024/25シーズンはレギュラーとして出場機会を増やし、トルコリーグで3位、トルコカップでは準優勝した。

### 代表チーム
アンダーカテゴリーの代表として2017年、U-18世界選手権に出場し4位となった。2018年、U-19欧州選手権に出場した。2019年、U-20世界選手権に出場し4位となった。2022年、シニア代表に初選出された。2025年、ネーションズリーグに出場した。

## 所属クラブ
- İlbank（2017-2021年）
- IŁ Capital Legionovia Legionowo（2021-2022年）
- エジザージュバシュ（2022年-）